# 盐池镇
盐池镇，是中华人民共和国新疆维吾尔自治区哈密市伊吾县下辖的一个乡镇级行政单位。
2013年，新疆维吾尔自治区人民政府批复同意撤销盐池乡建制，设立盐池镇。

## 行政区划
盐池镇下辖以下地区：
阔拉村、阿尔通盖村、铁日勒尕村和阿热买里村。